# Pretty Little Head (Lied)
Pretty Little Head (englisch für „Hübsches kleines Köpfchen“, hier gemeint: „Hübsche kleine Prinzessin“) ist ein Lied des britischen Musikers Paul McCartney, das 1986 auf dem Album Press to Play und als UK-Single (A-Seite) veröffentlicht wurde. Komponiert wurde es von Paul McCartney und Eric Stewart.

## Hintergrund
Paul McCartney, zuvor Mitglied der Band The Beatles, sagte über die Entstehung und den sich um die hillmen (einen fiktiven Stamm bzw. ein Fantasievolk, „Tribe of Hill People“) drehenden Text des Liedes des Liedes: „Das ging sehr schnell, ohne groß darüber nachzudenken. Ich hatte ein neues Studio, einen neuen Produzenten (Hugh Padgham), einen neuen Songwriting-Partner (Eric Stewart), also wollte ich etwas anderes ausprobieren. Wir würden es ein bisschen weitertreiben, nur um zu sehen, was passieren würde. Das war eine alte Philosophie der Beatles – vor allem bei Sachen wie Sgt. Pepper – man fing einfach mit einem rückwärts gerichteten Track an, etwas Verrücktes, und dann erfand man etwas aus dem, was es vorschlug. Es ist eine ganz nette Art zu arbeiten – ein bisschen wie abstrakte Kunst... Auch hier sind die Texte ziemlich exotisch. Ich sehe es als einen Stamm, der in den Bergen lebt und bei jeden Blue Moon einmal aus seinen Höhlen herabsteigt, um Seide und Edelsteine zu bringen, damit ihre Prinzessin sich nicht um ihr hübsches Köpfchen sorgen muss. Das Schöne ist, dass es auch eine ganz normale Familie sein kann, und das hübsche Köpfchen ist das Kind.“ Weiterhin sagte McCartney, dass das Pretty Little Head ein Techno-Feeling hätte und es während der Aufnahmephase des Albums lange Zeit ein Instrumentaltitel war.
Pretty Little Head war die zweite Singleauskopplung aus dem Album Press to Play und erreichte Platz 76 in Großbritannien in den Charts. In Deutschland konnte sich die Single nicht platzieren und in den USA wurde die Single nicht veröffentlicht, stattdessen erschien dort Stranglehold als Single.
Von Pretty Little Head gibt es drei verschiedene Versionen. Die 7″-Vinyl-Single enthält einen 3:50-Mix von Larry Alexander. Der Mix der 12″-Vinyl-Single mit einer Länge von 6:56 wurde von John Potoker hergestellt. Die Abmischung der Albumversion stammt vom Produzenten Hugh Padgham.
Für das Lied Pretty Little Head wurde im Oktober 1986 ein Musikvideo unter der Regie von Steve Barron produziert. In dem Video läuft ein Mädchen von zu Hause weg, nachdem sie Zeuge eines Streits mit ihren Eltern geworden ist. Der Vater wurde von Roger Lloyd-Pack, das Mädchen von Gabrielle Anwar gespielt. Der Anfang des Videos enthält einen Ausschnitt aus dem Beatleslied She’s Leaving Home.

## Aufnahme

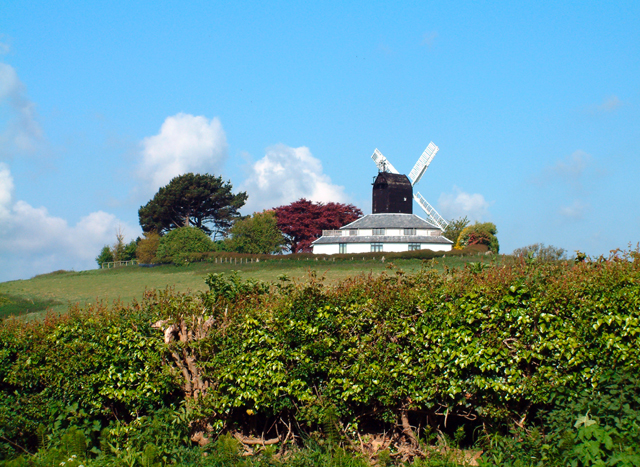
Im Studio Hog Hill Mill wurden die Aufnahmen eingespielt

Die Aufnahmesessions für das mit den Worten “Hillmen, hillmen” beginnende Lied Pretty Little Head fanden im März bis Mai 1985 in McCartneys eigenem Hog Hill Mill Studio in Sussex statt, wobei Hugh Padgham und Paul McCartney als Produzenten fungierten. Overdubs erfolgten zwischen 1. Oktober und 6. Dezember 1985, die Abmischung zwischen dem 14. und 18. April 1986, beides wiederum im Hog Hill Mill Studio.
Besetzung:
- Paul McCartney: Gesang, E-Gitarre, Bassgitarre, Schlagzeug
- Linda McCartney: Hintergrundgesang
- Eric Stewart: Keyboard, Hintergrundgesang
- Jerry Marotta: Perkussion, Vibraphon

## Coverversionen
Es gibt keine bekannte Coverversion von Pretty Little Head.

## Veröffentlichung
- Am 25. August 1986 erschien in den USA und am 1. September 1986 in Großbritannien das Album Press to Play auf dem sich Pretty Little Head befindet.
- Die zweite Singleauskopplung in Europa Pretty Little Head / Write Away [5] erfolgte am 27. Oktober 1986. Die A-Seite enthält eine neue Abmischung von Larry Alexander. Die 12″-Vinyl-Maxisingle[6] enthält die Lieder Pretty Little Head (Long Remix) / Angry (Remix) / Write Away; die neue Abmischung von Pretty Little Head erfolgte hier von John Potoker, die neue Abmischung von Angry erfolgte wiederum von Larry Alexander.
- Obwohl in den USA Pretty Little Head nicht als Single veröffentlicht wurde, erschien dort eine Promotion-12″-Vinyl-Single[7] (Katalognummer: Capitol SPRO-9928), die die europäische Singleversion enthält.
- Am 9. August 1993[8] wurde die CD Press to Play in einer von Peter Mew remasterten Version mit zwei weiteren Bonusstücken veröffentlicht.[9]
- Am 2. Dezember 2022 wurde die Singlebox The 7″ Singles Box veröffentlicht, die auch Pretty Little Head enthält.